# Halové mistrovství Evropy v atletice 2009 – běh na 800 metrů mužů
Běh na 800 metrů mužů na halovém mistrovství Evropy v atletice 2009 se konalo v italském Turíně ve dnech 6. března až 8. března 2009; dějištěm soutěže byla hala Oval Lingotto. Ve finálovém běhu zvítězil reprezentant Ruska Jurij Borzakovskij.
| Umístění         | Sportovec          | Čas     |
| ---------------- | ------------------ | ------- |
| Zlatá medaile    | Jurij Borzakovskij | 1:48,55 |
| Stříbrná medaile | Luis Alberto Marco | 1:49,14 |
| Bronzová medaile | Mattias Claesson   | 1:49,32 |
| 4.               | Adam Kszczot       | 1:49,52 |
| 5.               | Manuel Olmedo      | 1:49,77 |
| 6.               | Marcin Lewandowski | 1:49,86 |